# Либертадорес де Америка – Рикардо Энрике Бочини

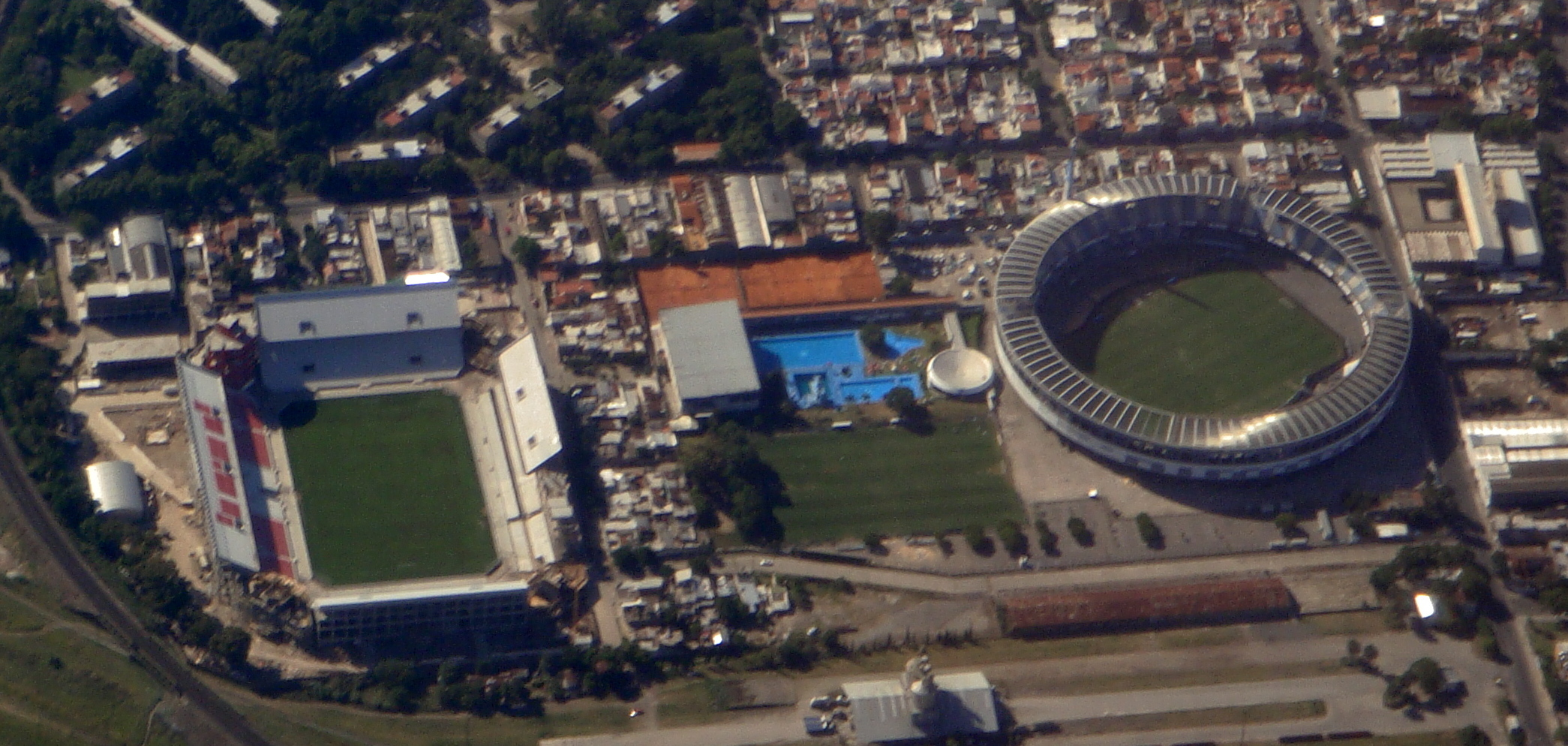
На фото видно близкое расположение стадионов «Индепендьенте» и «Расинга»

Либертадорес де Америка – Рикардо Энрике Бочини (исп. Estadio Libertadores de América-Ricardo Enrique Bochini) — стадион, находящийся в городе Авельянеда (Аргентина). Своё нынешнее название стадион носит лишь с 2005 года, до этого он именовался Стадионом Индепендьенте (исп. Estadio de Independiente) или Добле Висера (исп. La Doble Visera de Cemento).
Стадион расположен всего в нескольких сотнях метров от арены «Расинга»: стадиона «Эль Силиндро».
Стадион служит домашней ареной для футбольного клуба «Индепендьенте» с 1928 года. На октябрь 2014 года вместимость арены составляет 48 069 зрителей. Однако предполагается расширение до 55 000 человек.

## История
Стадион был открыт 4 марта 1928 года матчем «Индепендьенте» с уругвайским «Пеньяролем», встреча завершилась ничьей 2:2. Тогдашняя вместимость стадиона составляла 52 823 человека при 27 863 сидячих места. На нём «Индепендьенте» проводил свои многочисленные финалы важнейших международных турниров: Кубка Либертадорес, Межконтинентального кубка, Суперкубка Либертадорес и Межамериканского кубка. Кроме того, некоторые свои домашние игры здесь проводила сборная Аргентины по футболу, преимущественно в 1940-х и 1950-х годах.
В конце 2005 года президент клуба «Индепендьенте» выступил с идеей строительства нового стадиона. На это требовалось около 50 миллионов долларов, которые были получены от продаж Серхио Агуэро в «Атлетико Мадрид» за 23 млн евро и вратаря Оскара Устари в «Хетафе» за 8 млн евро. 8 декабря 2006 года на старом стадионе «Индепендьенте» провёл свой последний матч, проиграв его «Химнасии Хухуй» со счётом 1:2. После чего стадион был закрыт и снесён в следующем году. Возведённый на его месте современный «Либертадорес де Америка» был открыт 28 октября 2009 года матчем «Индепендьенте» против «Колона» в рамках чемпионата Аргентины.
5 декабря 2021 года к названию стадиона «Либертадорес де Америка» было добавлено имя Рикардо Энрике Бочини — величайшего футболиста в истории «Индепендьенте».